# 18 juillet 1908
Le samedi 18 juillet 1908 est le 200e jour de l'année 1908.

## Naissances
- Barry Gray (mort le 26 avril 1984), compositeur de musique de film
- Beatrice Aitchison (morte le 22 septembre 1997), mathématicienne américaine
- Geoffrey Harrison (mort le 12 avril 1990), ambassadeur britannique
- Jack Murdoch (mort le 10 octobre 1944), rameur canadien
- Lucien Golvin (mort le 6 juillet 2002), historien de l'art français
- Lupe Vélez (morte le 13 décembre 1944), actrice de cinéma
- Maurice Copreaux (mort le 10 décembre 1995), graveur
- Peace Pilgrim (morte le 7 juillet 1981), militante pacifiste américaine
- Siegbert Hummel (mort le 28 mars 2001), tibétologue et historien allemand
- William Ball (mort le 14 mars 1979), skieur canadien

## Décès
- Bertha von Brukenthal (née le 14 mars 1846), compositrice autrichienne
- Jaume Nunó (né le 8 septembre 1824), compositeur catalan
- Otto Pfleiderer (né le 1er septembre 1839), théologien protestant allemand (1839-1908)